# Bobby Bland
Robert Calvin Bland (27. ledna 1930, Rosemark, Tennessee, Spojené státy - 23. června 2013, Memphis, Tennessee, USA) hlavně známý jako Bobby “Blue” Bland, byl americký bluesový a soulový zpěvák. Do Blues Hall of Fame byl uveden v roce 1981 a do Rock and Roll Hall of Fame v roce 1992.

## Diskografie

### Alba
- Blues Consolidated - 1958 (Duke Records)
- Like Er Red Hot - 1960 (Duke Records)
- Two Steps from the Blues (Duke 1961/MCA 2002)
- Here's the Man! - 1962 (Duke Records)
- Call On Me - 1963 (Duke Records)
- Ain't Nothing You Can Do - 1964 (Duke Records)
- The Soul of The Man" - 1966 (Duke Records)
- Touch of The Blues - 1967 (Duke Records)
- The Best Of - 1967 (Duke Records)
- The Best Of Volume 2 - 1968 (Duke Records)
- Spotlighting The Man - 1969 (Duke Records)
- His California Album - 1973 (Dunhill Records)
- Dreamer - 1974 (Dunhill Records)
- Get On Down - 1975 (ABC Records)
- Together for the First Time (+ B.B.King) - 1976 (ABC)
- Bobby Bland and B. B. King Together Again...Live - 1976 (ABC)
- Reflections In Blue - 1977 (ABC Records)
- Come Fly With Me - 1978 (ABC Records)
- I Feel Good - 1979 (MCA Records)
- Sweet Vibrations - 1980 (MCA 27076) Tribute to Joe Scott
- Here We Go Again - 1982 (MCA 5297)
- Members Only - 1985 (Malaco Records)
- After All - 1986 (Malaco Records)
- Blues You Can Use - 1987 (Malaco Records)
- Midnight Run -1989 (Malaco Records)
- Portrait of the Blues - 1991 (Malaco Records)
- Sad Street- 1995 (Malaco Records)
- Years of Tears - 1993 (Malaco Records)
- Live On Beale Street-1995 (Malaco Records)
- Memphis Monday Morning-1998 (Malaco Records)